# Dudenhofen
Dudenhofen är en kommun och ort i Rhein-Pfalz-Kreis i förbundslandet Rheinland-Pfalz i Tyskland.
Kommunen ingår i kommunalförbundet Verbandsgemeinde Römerberg-Dudenhofen tillsammans med ytterligare tre kommuner.